# Alice Robbe
Alice Robbe (Francia, 10 maggio 2000) è una tennista francese.

## Biografia
Alice Robbe ha vinto 3 titoli in singolare e 8 titoli in doppio nel circuito ITF in carriera. Il 1º agosto 2022 ha raggiunto il best ranking mondiale nel singolare, nr 286; il 12 settembre 2022 ha raggiunto il miglior piazzamento mondiale nel doppio, nr 322.
Ha preso parte alla XXX Universiade disputata a Napoli, dove ha vinto la medaglia di bronzo nel doppio misto insieme al connazionale Ronan Joncour,, e alla XXXII Universiade, dove si è aggiudicata di nuovo il bronzo nel doppio misto, stavolta però con Adrien Gobat.

## Statistiche ITF

### Singolare

#### Vittorie (3)
| Torneo $100.000 (0) |
| Torneo $80.000 (0)  |
| Torneo $60.000 (0)  |
| Torneo $40.000 (0)  |
| Torneo $25.000 (3)  |
| Torneo $15.000 (0)  |

| N. | Data           | Torneo                                | Superficie  | Avversaria in finale | Punteggio |
| 1. | 22 maggio 2022 | Montemor Ladies Open, Montemor-o-Novo | Cemento     | Pemra Özgen          | 6-1, 6-2  |
| 2. | 9 aprile 2023  | Bujumbura Open, Bujumbura             | Terra rossa | Sada Nahimana        | 6-1, 6-4  |
| 3. | 16 aprile 2023 | Bujumbura Open, Bujumbura             | Terra rossa | Jasmijn Gimbrère     | 6-1, 6-2  |

#### Sconfitte (5)
| Torneo $100.000 (0) |
| Torneo $80.000 (0)  |
| Torneo $60.000 (0)  |
| Torneo $40.000 (0)  |
| Torneo $25.000 (2)  |
| Torneo $15.000 (3)  |

| N. | Data             | Torneo                                 | Superficie  | Avversaria in finale | Punteggio     |
| 1. | 4 agosto 2019    | AIG Irish Open, Dublino                | Sintetico   | Georgia Drummy       | 1-6, 2-6      |
| 2. | 4 luglio 2021    | Prokuplje Open, Prokuplje              | Terra rossa | Darja Semeņistaja    | 2–6, 6–2, 3–6 |
| 3. | 18 dicembre 2022 | Magic Tours, Monastir                  | Cemento     | Silvia Ambrosio      | 6-4, 0-6, 5-7 |
| 4. | 22 ottobre 2023  | Open Féminin 50, Cherbourg-en-Cotentin | Cemento (i) | Veronika Podrez      | 4-6, 6-2, 4-6 |
| 5. | 8 marzo 2025     | Open de Hagetmau, Hagetmau             | Cemento (i) | Veronika Podrez      | 4–6, 2–6      |

### Doppio

#### Vittorie (8)
| Torneo $100.000 (0) |
| Torneo $80.000 (0)  |
| Torneo $60.000 (0)  |
| Torneo $40.000 (1)  |
| Torneo $25.000 (3)  |
| Torneo $15.000 (4)  |

| N. | Data             | Torneo                                          | Superficie  | Compagna           | Avversarie in finale                       | Punteggio        |
| 1. | 20 marzo 2021    | World Tour Tennis Bratislava, Bratislava        | Cemento (i) | Elena Malõgina     | Nina Potočnik Iva Primorac                 | 7-6(2), 6-2      |
| 2. | 27 marzo 2021    | World Tour Tennis Bratislava, Bratislava        | Cemento (i) | Elena Malõgina     | Tereza Smitková Veronika Vlkovská          | 3-6, 6-3, [10-5] |
| 3. | 23 luglio 2022   | Tennis International Darmstadt, Darmstadt       | Terra rossa | Elena Malõgina     | Jéssica Bouzas Maneiro Leyre Romero Gormaz | 7-5, 7-5         |
| 4. | 5 novembre 2022  | Empire Women's Indoor, Trnava                   | Cemento (i) | Ekaterina Makarova | Katarína Kužmová Anna Sisková              | 6-3, 7-5         |
| 5. | 16 marzo 2024    | Women's Montreal, Montréal                      | Cemento (i) | Jessie Aney        | Ashton Bowers Zuzanna Pawlikowska          | 5-7, 6-3, [10-3] |
| 6. | 15 febbraio 2025 | Women's Manacor, Manacor                        | Cemento     | Merel Hoedt        | Tian Jialin Laura Mair                     | 7-6(3), 6-2      |
| 7. | 10 maggio 2025   | Lexus British Pro Series Nottingham, Nottingham | Cemento     | Arlinda Rushiti    | Naiktha Bains Holly Hutchinson             | 3-6, 6-4, [10-5] |
| 8. | 14 giugno 2025   | Guimarães Ladies Open, Guimarães                | Cemento     | Ankita Raina       | Hiromi Abe Kanako Morisaki                 | 1-6, 6-4, [10-8] |

#### Sconfitte (6)
| Torneo $100.000 (0) |
| Torneo $80.000 (0)  |
| Torneo $60.000 (0)  |
| Torneo $40.000 (1)  |
| Torneo $25.000 (2)  |
| Torneo $15.000 (3)  |

| N. | Data             | Torneo                               | Superficie  | Compagna                | Avversarie in finale                  | Punteggio        |
| 1. | 23 novembre 2019 | Magic Tours, Monastir                | Cemento     | Manon Arcangioli        | Tamara Čurović Carole Monnet          | 3-6, 4-6         |
| 2. | 3 luglio 2021    | Prokuplje Open, Prokuplje            | Terra rossa | Draginja Vuković        | Ioana Gașpar Ekaterina Višnevskaja    | 4-6, 3-6         |
| 3. | 23 aprile 2022   | Nottingham Tennis Center, Nottingham | Cemento     | Lauryn John-Baptiste    | Gabriela Knutson Katarína Strešnaková | 6(5)-7, 3–6      |
| 4. | 4 febbraio 2023  | Federaçáo Portuguesa de Ténis, Porto | Cemento (i) | Tara Würth              | Céline Naef Yanina Wickmayer          | 1-6, 4-6         |
| 5. | 3 agosto 2024    | Lexus GB Pro-Series NTC, Roehampton  | Cemento     | Gabriella Da Silva-Fick | Holly Hutchinson Ella McDonald        | 2-6, 6-3, [3-10] |
| 6. | 1º marzo 2025    | Women's Manacor, Manacor             | Cemento     | Jasmijn Gimbrère        | Isis van den Broek Sarah van Emst     | 4-6, 4-6         |